# 875
| 875                |
| ------------------ |
| Dødsfald - Fødsler |
|                    |

| Gregoriansk kalender | 875 DCCCLXXV            |
| Ab urbe condita      | 1628                    |
| Armensk kalender     | 324 ԹՎ ՅԻԴ              |
| Kinesiske kalender   | 3571 – 3572 甲午 – 乙未 |
| Etiopisk kalender    | 867 – 868               |
| Jødisk kalender      | 4635 – 4636             |
| Hindukalendere       |                         |
| - Vikram Samvat      | 930 – 931               |
| - Shaka Samvat       | 797 – 798               |
| - Kali Yuga          | 3976 – 3977             |
| Iransk kalender      | 253 – 254               |
| Islamisk kalender    | 261 – 262               |

Se også 875 (tal)